# Breiðablik UBK
Breiðablik UBK er en idrætsklub fra Kópavogur på Island. Idrætsklubben blev stiftet 12. april 1950. Både mændenes og kvindernes fodboldhold spiller i den øverste division, Úrvalsdeild. De spiller sine kampe på Kópavogsvöllur, der har plads til 3.500 tilskuere. Klubbens hjemmebanetrøjer er grønne og udebanetrøjerne er hvide. Udover fodbold har klubben også afdelinger for basketball, svømning, atletik, karate og skiløb.

## Mændenes fodboldhold

### Aktuel trup
Oversigten er opdateret til og med 12. april 2025
| Nr. | Land    | Position | Spiller                          |
| --- | ------- | -------- | -------------------------------- |
| 1   | Island  | MM       | Anton Ari Einarsson              |
| 2   | Danmark | FO       | Daniel Obbekjær                  |
| 4   | Island  | FO       | Ásgeir Helgi Orrason             |
| 6   | Island  | FO       | Arnór Gauti Jónsson              |
| 7   | Island  | FO       | Höskuldur Gunnlaugsson (captain) |
| 8   | Island  | MI       | Viktor Karl Einarsson            |
| 9   | Island  | FO       | Óli Valur Ómarsson               |
| 10  | Island  | MI       | Kristinn Steindórsson            |
| 11  | Island  | AN       | Aron Bjarnason                   |
| 12  | Island  | MM       | Brynjar Atli Bragason            |
| 13  | Island  | MI       | Anton Logi Lúdvíksson            |

| Nr. | Land    | Position | Spiller                  |
| --- | ------- | -------- | ------------------------ |
| 18  | Island  | FO       | Davíd Ingvarsson         |
| 16  | Island  | AN       | Dagur Fjeldsted          |
| 19  | Island  | FO       | Kristinn Jónsson         |
| 21  | Island  | FO       | Viktor Örn Margeirsson   |
| 29  | Island  | FO       | Gabríel Snaer Hallsson   |
| 23  | Island  | AN       | Kristófer Kristinsson    |
| 24  | Island  | MI       | Viktor Elmar Gautason    |
| 30  | Island  | MI       | Andri Rafn Yeoman        |
| 33  | Island  | MM       | Gylfi Berg Snaehólm      |
| 39  | Island  | MI       | Breki Freyr Ágústsson    |
| 17  | Island  | MI       | Valgeir Valgeirsson      |
| 15  | Island  | MI       | Ágúst Orri Thorsteinsson |
| 25  | Island  | MI       | Tumi Fannar Gunnarsson   |
| 77  | Danmark | AN       | Tobias Thomsen           |

## Kvindernes hold

### Aktuel trup
Oversigten er opdateret til og med 5. juli 2022.
| Nr. | Land   | Position | Spiller                      |
| --- | ------ | -------- | ---------------------------- |
| 2   | Island | FO       | Natasha Anasa                |
| 4   | Island | MI       | Bergþóra Sól Ásmundsdóttir   |
| 5   | Island | FO       | Hafrún Rakel Halldórsdóttir  |
| 7   | Island | MI       | Írena Héðinsdóttir           |
| 8   | Island | FO       | Heiðdís Lillýardóttir        |
| 9   | USA    | AN       | Taylor Ziemer                |
| 10  | Island | MI       | Clara Sigurðardóttir         |
| 12  | Island | MM       | Telma Ívarsdóttir            |
| 13  | Island | FO       | Ásta Eir Árnadóttir          |
| 14  | Island | AN       | Karen Sigurgeirsdóttir       |
| 15  | Island | AN       | Vigdís Lilja Kristjánsdóttir |
| 16  | Island | AN       | Alexandra Jóhannsdóttir      |

| Nr. | Land       | Position | Spiller                      |
| --- | ---------- | -------- | ---------------------------- |
| 17  | Island     | MI       | Karitas Tómasdóttir          |
| 19  | Island     | AN       | Kristjana Sigurz             |
| 20  | Island     | MI       | Áslaug Munda Gunnlaugsdóttir |
| 21  | Island     | MI       | Hildur Antonsdóttir          |
| 22  | Australien | AN       | Melina Ayres                 |
| 23  | Island     | AN       | Helena Hálfdánardóttir       |
| 24  | Island     | FO       | Hildur þóra Hákonardóttir    |
| 25  | Ukraine    | MI       | Anna Petryk                  |
| 28  | Island     | AN       | Birta Georgsdóttir           |
| 55  | Island     | MM       | Birna Kristjánsdóttir        |